# Lugaignac
Lugaignac es una comuna francesa situada en el departamento de Gironda, en la región de Nueva Aquitania.

## Demografía
| 242 | 242 | 240 | 265 | 290 | 300 | 433 |
| Para los censos de 1962 a 1999 la población legal corresponde a la población sin duplicidades (Fuente: INSEE [Consultar]) |     |     |     |     |     |     |